# Hampden (Dakota del Nord)
Hampden és una població dels Estats Units a l'estat de Dakota del Nord. Segons el cens del 2000 tenia 60 habitants.

## Demografia
Segons el cens del 2000, Hampden tenia 60 habitants, 34 habitatges, i 14 famílies. La densitat de població era de 136,3 hab./km².
Dels 34 habitatges en un 11,8% hi vivien nens de menys de 18 anys, en un 41,2% hi vivien parelles casades, en un 0% dones solteres, i en un 58,8% no eren unitats familiars. En el 55,9% dels habitatges hi vivien persones soles el 26,5% de les quals corresponia a persones de 65 anys o més que vivien soles. El nombre mitjà de persones vivint en cada habitatge era d'1,76 i el nombre mitjà de persones que vivien en cada família era de 2,71.
Per edats la població es repartia de la següent manera: un 15% tenia menys de 18 anys, un 6,7% entre 18 i 24, un 31,7% entre 25 i 44, un 16,7% de 45 a 60 i un 30% 65 anys o més.
L'edat mediana era de 42 anys. Per cada 100 dones de 18 o més anys hi havia 121,7 homes.
La renda mediana per habitatge era de 31.250 $ i la renda mediana per família de 54.375 $. Els homes tenien una renda mediana de 23.750 $ mentre que les dones 23.750 $. La renda per capita de la població era de 20.860 $. Cap de les famílies i l'11,5% de la població estaven per davall del llindar de pobresa.

## Poblacions més properes
El següent diagrama mostra les poblacions més properes.